# Pato
För andra betydelser, se Pato (olika betydelser).
Pato är en sport som utövas på hästryggen och som kombinerar inslag från polo och basketboll.
Pato är Argentinas nationalsport.

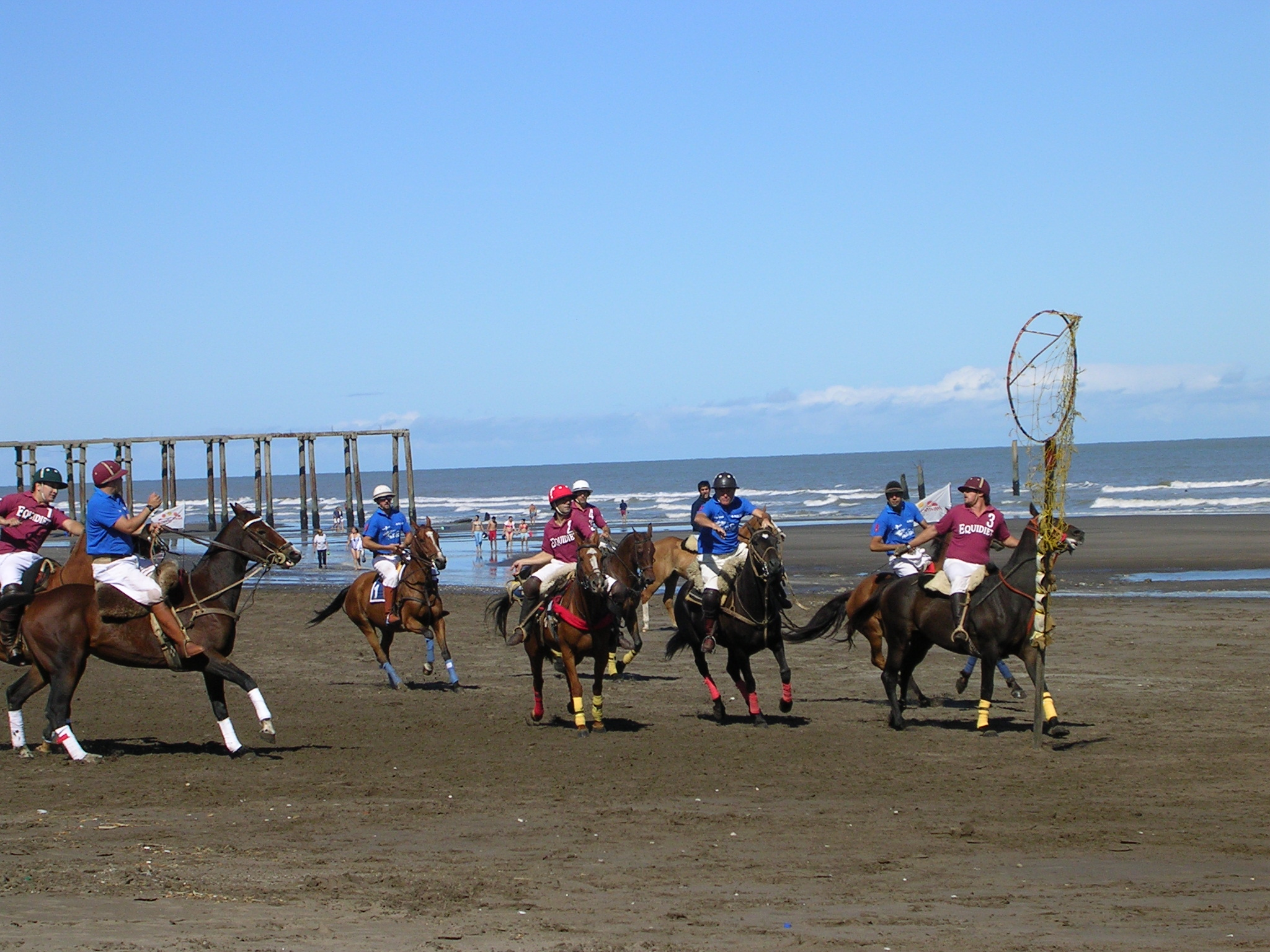
Demonstration av hästsporten Pato, Monte Hermoso, Argentina

Pato är spanska för "anka", eftersom man tidigare använde en levande anka inuti en korg i stället för en boll. Berättelser om tidiga versioner av pato finns dokumenterade sedan 1610. Spelplanen kunde ofta sträckas ut över hela avståndet mellan närliggande estancias (rancher). Det lag som först kom till sin egen ranch med ankan förklarades som segrare.
Pato förbjöds flera gånger under historiens lopp på grund av våldet — inte bara mot ankan. Många gauchos blev nedtrampade, och många fler förlorade livet i knivslagsmål som uppstått i stridens hetta. År 1796 insisterade en katolsk präst att patospelare som dog på ett sådant sätt skulle vägras en kristen begravning. Författningar utfärdade av den argentinska regeringen som förbjöd utövandet av patosporten var vanliga under 1800-talet.
Under 1930-talet, uppställdes spelregler för pato genom en ranchägare, Alberto del Castillo Posse, som tog fram en regelsamling som var inspirerad av modern polo. Spelet accepterades sedan och det till den grad att presidenten Juan Perón förklarade pato som en nationalsport 1953.
I modern pato kämpar två fyramannalag till häst om en boll som har sex bekväma handtag, och samlar poäng genom att kasta bollen genom en vertikal ring (i motsats till den horisontella korg som används i basket). De två ringarna har en diameter av 100 cm och sitter på toppen av var sin 240 cm hög påle. Ett stängt nät, som har en längd av 140 cm, håller kvar bollen efter att den har kastats i ringen.
Vinnare är det lag som får flest målpoäng efter en bestämd tid (sex "perioder" om åttaminuter).
Spelplanens mått är: längd 180–220 m, bredd 80–90 m. Bollen är gjord av läder, runt en uppblåst gummiblåsa och försedd med sex läderhandtag. Diametern är 40 cm (handtag till handtag) och vikten är 1050 till 1250 g.
Den spelare som har kontroll på "paton" (ankan), det vill säga håller bollen i ett handtag måste rida med sin höger arm utsträckt, för att på så sätt erbjuda bollen till sina motspelare så att de får chansen att rycka tag i den och stjäla den. Att inte sträcka ut armen under ritten med bollen är ett brott mot spelets regler och kallas "negada" (vägran).
Under själva rycket, eller cinchada, måste båda spelarna stå upp i stigbyglarna och undvika att sitta på sadeln, och den hand som inte används för själva kampen om bollen måste hålla i tyglarna. Dragkampen är vanligen den mest spännande delen av spelet..
Tävlingar i Pato brukar äga rum på veckoslutsmarknader, vilka vanligen innehåller en argentinsk form av rodeo, doma, och även amatörer deltar. 
Pato liknar hästsporten horseball som utövas i Frankrike, Portugal, och flera andra länder bland annat Sverige.

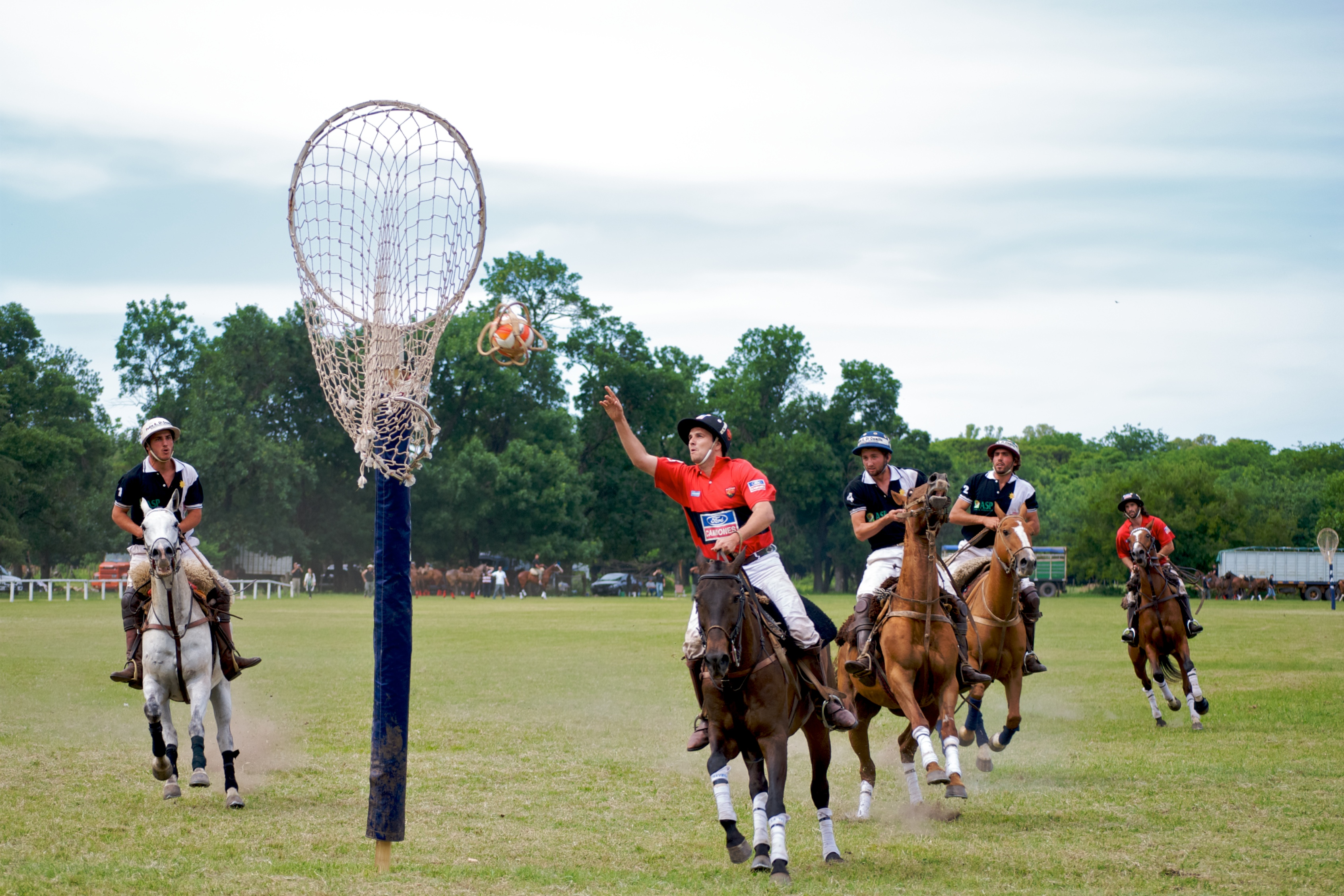
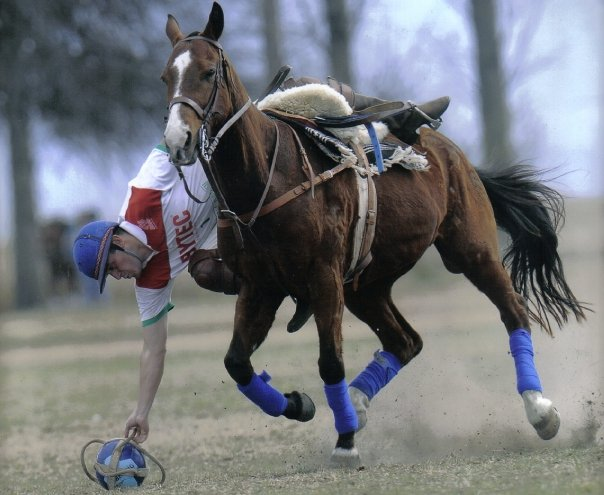
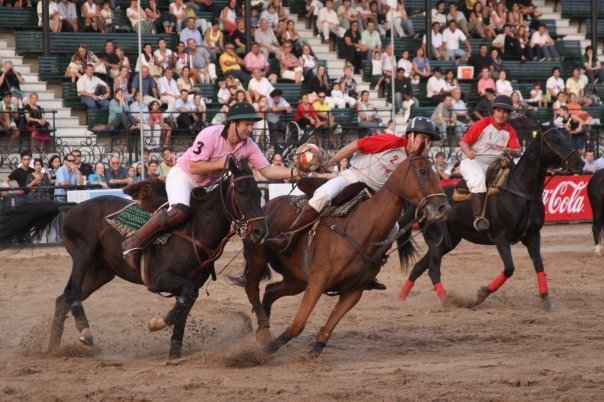
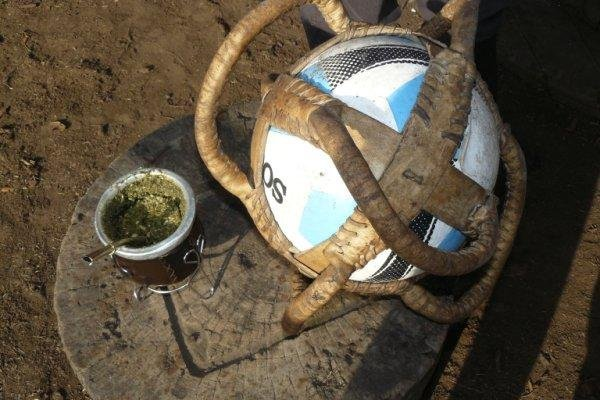